# Osmund (évêque de Londres)
Pour les articles homonymes, voir Osmond.
Osmund est un ecclésiastique anglo-saxon du début du IXe siècle. Il est évêque de Londres aux alentours de 803-805.

## Biographie
Osmund assiste à deux synodes : le premier à Clofesho en 803 et le second à Aclea en 805. Dans les listes épiscopales, il figure entre Heathoberht, qui disparaît après 800 environ, et Æthelnoth, qui apparaît dans les sources à partir de 811.